# خورخي بينا
خورخي بينا (بالإسبانية: Jorge Pina Pérez)‏ هو مبارز بالسيف إسباني، ولد في 26 يناير 1977 في مدريد في إسبانيا.

## وصلات خارجية
- خورخي بينا على موقع أوليمبيديا (الإنجليزية)